# Secretaria Extraordinária da Presidência da República de Apoio à Reconstrução do Rio Grande do Sul
A Secretaria Extraordinária da Presidência da República de Apoio à Reconstrução do Rio Grande do Sul (SERS) foi uma secretaria especial para assuntos jurídicos criado pelo Presidente Luiz Inácio Lula da Silva através do decreto 12.027 de 24 de maio de 2024. O órgão em questão foi criado para coordenar as ações federais com o estado e os municípios atingidos pelas enchentes no Rio Grande do Sul em 2024.
Por onde foi nomeado para assumir o cargo de Ministro-chefe da pasta o Ministro-chefe da Secretaria de Comunicação Social da Presidência da República Paulo Pimenta, que é gaúcho e foi deputado estadual e deputado federal pelo Rio Grande do Sul, além de vice-prefeito da cidade de Santa Maria.
A localização da secretaria era dividida em duas situações, os coordenadores e o ministro-chefe ficavam em Brasília no Distrito Federal com o objetivo de facilitar a comunicação entre os ministérios. Já os cargos comissionados e os cargos de confiança e demais funcionários realizavam um trabalho no local, com seu gabinete em um prédio do Banco do Brasil no bairro Higienópolis em Porto Alegre, capital do Rio Grande do Sul, com o objetivo de observar as demandas estaduais e municipais.
As atribuições do órgão tratavam-se: a coordenação das ações a serem executadas pela administração pública federal direta e indireta, em conjunto com a Casa Civil da Presidência da República; o planejamento das ações a serem executadas pela administração pública federal direta e indireta, em conjunto com os Ministérios competentes; a articulação com os Ministérios e com os demais órgãos e entidades da administração pública federal; a articulação entre os Governos federal, estadual e municipais do Rio Grande do Sul; interlocução com a sociedade civil, inclusive para o estabelecimento de parcerias; e promoção de estudos técnicos junto a universidades e a outros órgãos ou entidades especializados, públicos e privados.
Para cumprir estas funções a secretaria deveria realizar articulações com o Ministério das Cidades, o Ministério da Defesa, o Ministério do Desenvolvimento, Indústria, Comércio e Serviços, o Ministério da Educação, o Ministério da Fazenda, o Ministério do Meio Ambiente e Mudança do Clima, o Ministério de Minas e Energia, o Ministério do Planejamento e Orçamento, o Ministério dos Portos e Aeroportos, o Ministério da Saúde, o Ministério dos Transportes e outros. 